# Gerhard Thierbach
Gerhard Thierbach (* 24. Januar 1938 in Löcknitz; † 26. Juli 2024) war ein deutscher Pädagoge und Politiker (SPD, CDU). Er war von 1990 bis 1999 Mitglied des Brandenburgischen Landtages.

## Leben und Beruf
Thierbach absolvierte eine Ausbildung zum Tischler und erlangte später die Hochschulreife. Er studierte von 1960 bis 1964 Chemie und Polytechnik für das Lehramt und arbeitete anschließend als Fachlehrer. 1981 wurde er als Invalide verrentet.
Gerhard Thierbach war verheiratet und hatte drei Kinder. Er verstarb im Juli 2024 mit 86 Jahren und wurde auf See bestattet.

## Politik
Thierbach beteiligte sich 1989 an der Gründung der SDP und wurde später Mitglied der Sozialdemokraten. Er war seit 1990 Kreistagsmitglied des Landkreises Havelland und wurde dort zum Kreistagsvorsitzenden gewählt. Dem Brandenburger Landtag gehörte er von 1990 bis 1999 an. Hier war er von 1990 bis 1992 Mitglied des Ausschusses für Bildung, Jugend und Sport und von 1994 bis 1999 Mitglied des Ausschusses für Stadtentwicklung, Wohnen und Verkehr. In der ersten Legislaturperiode vertrat er im Parlament den Wahlkreis Rathenow, in der zweiten den Landtagswahlkreis Havelland I. Thierbach trat Ende 1995 aus der SPD aus und wechselte zur CDU über. In der Folge war er zunächst fraktionsloser Abgeordneter, bis er im Februar 1996 in die Fraktion der Christdemokraten aufgenommen wurde.